# Chi Mai cánh lõm
Chi Mai cánh lõm (danh pháp khoa học: Gomphia) là một chi thực vật thuộc họ Mai (Ochnaceae).
Một số loài:
- Gomphia serrata, (Gaertn.) Korth.: mai cánh lõm
- Gomphia striata, (Tiegh.) C.F.Wei: mai sọc

## Hình ảnh

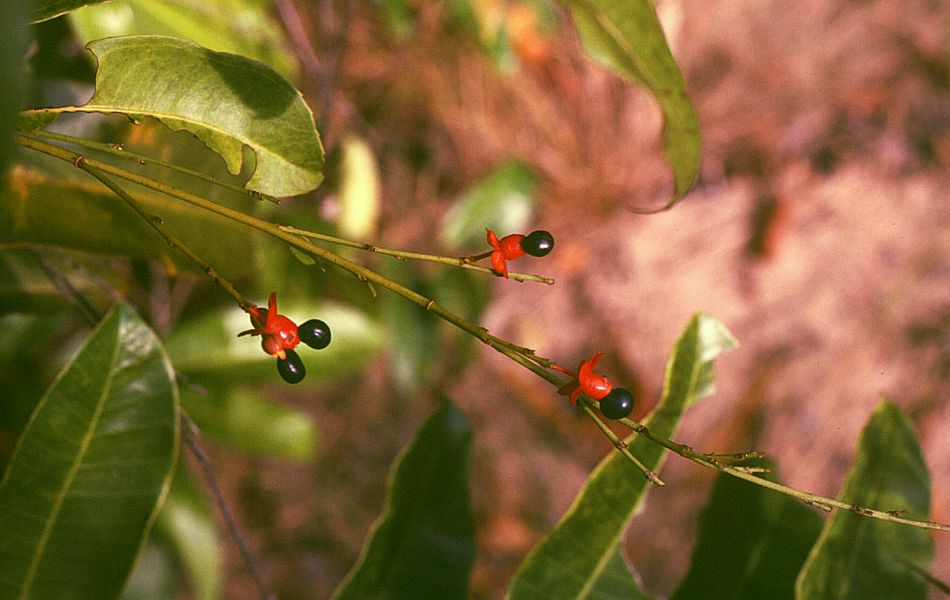